# エンブリー・リドル航空大学
エンブリー・リドル航空大学（エンブリー・リドルこうくうだいがく）英: Embry-Riddle Aeronautical University (ERAU）は、アメリカ合衆国フロリダ州とアリゾナ州にキャンパスを置く名門私立大学。もとは、1925年、実業家のT.ヒグビー・エンブリーとアクロバット飛行のパイロット、ジョン・ポール・リドルの運命的な出会い（オハイオ州シンシナティ）によって誕生したアメリカで最も初期のフライト・スクールの一つであったが、後に、フロリダ州デイトナビーチとアリゾナ州プレスコットにキャンパスを持ち、大学院も含めた4年制の総合大学へと発展する。世界でも最高峰の航空パイロット養成プログラムと、学部レベルではアメリカ最大の航空・宇宙工学部を持つ大学である。航空学ではアメリカ航空局（FAA）の認可が下りていて、航空パイロットの育成では特に世界的に有名である。世界中の航空業界から非常に高い評価を得ている事もあり「空のハーバード」などと呼ばれている。アメリカの旅客機パイロットの4人に1人はエンブリー・リドルの卒業生だと言われている。航空・宇宙工学ではU.S. News & World Reportの大学ランキングで、博士課程を除く航空・宇宙工学では、毎年恒例で世界一という評価を得ている。

教員
・松井竜樹 - 在日米軍基地分校の数学・物理学教授